# Neurophyseta conantia
Neurophyseta conantia là một loài bướm đêm trong họ Crambidae.